# 真紅の花の歌
『真紅の花の歌』（原題: Laulu tulipunaisesta kukasta）は、ヨハンネス・リンナンコスキが1905年に発表した恋愛小説である。
本作は1919年、1934年、1938年、1956年と1971年の5度にわたって映画化されており、うち3本はスウェーデンで、2本はフィンランドで制作された。